# Woodhaven Boulevard (linea BMT Jamaica)
Woodhaven Boulevard è una fermata della metropolitana di New York situata sulla linea BMT Jamaica. Nel 2019 è stata utilizzata da 1 337 787 passeggeri. È servita dalla linea J, attiva 24 ore su 24, e dalla linea Z, attiva solo nell'ora di punta del mattino in direzione Manhattan e nell'ora di punta del pomeriggio in direzione Queens.

## Storia
La stazione fu aperta il 28 maggio 1917.

## Strutture e impianti
La stazione è posta su un viadotto al di sopra di Jamaica Avenue, ha due binari e due banchine laterali. Il mezzanino, posizionato sotto il piano binari, ospita le scale per accedere alle banchine, i tornelli e le tre scale per il piano stradale, due portano al lato ovest dell'incrocio con Woodhaven Boulevard, una all'angolo sud-ovest dell'incrocio con 95th Street.

## Interscambi
La stazione è servita da alcune autolinee gestite da MTA Bus e NYCT Bus.
- Fermata autobus